# 1910 في تشيلي
فيما يلي قوائم الأحداث التي وقعت خلال عام 1910 في تشيلي.

## سياسة

### تعيين في المنصب
- 16 أغسطس – إلياس فرنانديز رئيس تشيلي.
- 6 سبتمبر – اميليانو فيغيروا رئيس تشيلي.
- 23 ديسمبر – باروس لوكو رامون رئيس تشيلي.

### انتهاء فترة المنصب
- 16 أغسطس – بيدرو مونت رئيس تشيلي.
- 6 سبتمبر – إلياس فرنانديز رئيس تشيلي.
- 23 ديسمبر – اميليانو فيغيروا رئيس تشيلي.

## مواليد

### يناير
- 1 يناير – خوسيه أنطونيو رودريغيس لاعب كرة قدم كوبي.

### أبريل
- 20 أبريل – توماس أوخيدا لاعب كرة قدم تشيلي.

### يونيو
- 8 يونيو – ماريا لويزا بومبال كاتبة تشيلية.

### ديسمبر
- 5 ديسمبر – جريجوريو دي لا فوينتيه رسام تشيلي.

## وفيات

### أغسطس
- 16 أغسطس – بيدرو مونت (مواليد 1849)

### سبتمبر
- 6 سبتمبر – إلياس فرنانديز (مواليد 1845)